# 쑨커 (축구 선수)
쑨커(중국어 간체자: 孙可, 정체자: 孫可, 병음: Sūn Kě, 1989년 8월 26일 ~ )는 중국의 축구 선수이다. 현재 소속팀은 선전 FC이다.